# علی‌اکبر محرابیان
علی‌اکبر محرابیان (زادهٔ ۱۳۴۸) سیاستمدار ایرانی است که وزیر نیرو در دولت سیزدهم بود. وی در گذشته نیز دستیار ویژه رئیس‌جمهور ایران در دولت دهم، رئیس ستاد مهر ماندگار کشور و وزیر صنایع و معادن در دو کابینه محمود احمدی‌نژاد بوده است.
وی دارای مدرک کارشناسی در رشته مهندسی عمران و کارشناسی ارشد در رشته علوم اقتصادی از دانشگاه تهران است که در مرداد ۱۳۸۶ پس از استعفای علیرضا طهماسبی از وزارت صنایع در دولت احمدی‌نژاد به این سمت منصوب شد و پس از انحلال این وزارتخانه از کابینه خارج شد.
محرابیان مدیر فروشگاه شهروند و معاون سیما چوب در دوران شهرداری احمدی‌نژاد بوده و سابقه اداره یک شرکت خصوصی سدسازی و فروشگاه رفاه را دارد.

## وزارت صنایع و معادن
محرابیان به عنوان وزیر صنایع به کشورهای قطر، بلاروس، مصر و ونزوئلا سفر کرد و بر سر پروتکل همکاری صنعتی با جمهوری دموکراتیک کنگو توافق کرد. او همچنین روابط دو جانبه ایران و کوبا و حمایت مالی از این کشور را افزایش داد.
او سیاست‌هایی را برای افزایش تولید خودروهای مجهز به گاز طبیعی فشرده (CNG) اجرا کرد. پس از کمبود و سهیمه بندی شدن بنزین در دولت احمدی‌نژاد، محرابیان تولید خودروهای دوگانه‌سوز را افزایش داد.

### فولاد
در دوران مسئولیت محرابیان به عنوان وزیر صنایع و معادن، ظرفیت فولاد خام کشور با جهشی دو برابر شد. در زمان شروع فعالیت وی از سال ۸۶ ظرفیت فولاد خام کشور ۱۰٫۸۳۵ هزار تن بوده که در زمان تودیع او در سال ۱۳۹۰ ظرفیت تولید این محصول راهبردی به ۲۰٫۶۶۵ هزار رسیده بود (لازم به اشاره است که ظرفیت فولاد کشور از سال ۱۳۹۰ تا ۱۳۹۴ تنها از رشد ۶ درصدی برخوردار بوده‌است). همچنین، تولید فولاد نیز در دوره زمانی ریاست محرابیان بر وزارت صنایع و معادن از رشد ۴۱ درصدی برخوردار بوده‌است به گونه‌ای که میزان تولید فولاد خام از ۹٫۹۴۴ هزار تن در سال ۱۳۸۵ به ۱۴٫۰۳۷ هزار تن در سال ۱۳۹۰ رسیده بود.

### سیمان
صنعت تولید کلینکر و سیمان در دوران مسئولیت علی محرابیان شاهد رشد بود. ظرفیت تولید سیمان از سال ۱۳۸۶ تا پایان سال ۱۳۹۰ از رشد ۶۶ درصدی برخوردار شد. ظرفیت تولید سیمان کشور در سال ۱۳۸۶ برابر با ۴۵٬۹۰۷٬۲۱۲ تن بوده که در پایان سال ۱۳۹۰ به عدد ۷۶٬۲۲۰٬۲۸۲ تن رسیده‌است. همچین روند تولید سیمان نیز رشد ۶۶ درصدی داشته‌است. تولید کل صنعت سیمان کشور برابر با ۴۰٬۰۰۳٬۵۷۳ میلیون تن بود که با جهش قابل ملاحظه در سال ۱۳۹۰ به ۶۶٬۴۶۰٬۹۵۲ تن رسید.

## محکومیت به دستبرد فکری
دادگاه عمومی تهران در سال ۱۳۸۸ با صدور حکمی علی اکبر محرابیان را به تقلب در ثبت اختراع اتاق امن زلزله محکوم کرد. به‌دنبال شکایت فرزاد سلیمی از موسی مظلوم و علی اکبر محرابیان مبنی بر ثبت اختراع او توسط این دو نامبرده به نام خودشان، دادگاه براساس شواهد تأیید کرد که اختراع «اتاق امن زلزله» پیش از آنکه به نام محرابیان به ثبت برسد، توسط شاکی اختراع و طراحی شده بود و شاکی، این طرح را سال ۸۲ به شهرداری تهران و سال ۸۳ به مطبوعات ارائه داده بود. در این حکم، ثبت اختراع به نام محرابیان باطل اعلام شد. دادگاه تجدید نظر نیز این حکم را تأیید کرد و آن را قطعی خواند. محرابیان کتابی نیز بر اساس این طرح با نام «نگاهی تازه با مقابله با زلزله: اتاق امن» به همراه محمود احمدی‌نژاد و موسی مظلوم تألیف و منتشر کرده‌بود. حکم وی پس از مدتی توسط رئیس قوه قضاییه محمود هاشمی شاهرودی نقض و دستور رسیدگی مجدد داده شد و در محکمه جدید نیز مجدداً حکم قبلی تأیید و محرابیان محکوم به تقلب شد و تصویر حکم صادره در سایت روزنامه رسمی قوه قضاییه منتشر شده‌است.